# 루이제 폰 바덴 대공녀
엘리자베타 알렉세예브나(Елизавета Алексеевна / Elisaveta Alexeievna, 1779년 1월 24일 ~ 1826년 5월 4일)는 러시아의 황제 알렉산드르 1세의 황후이다. 바덴의 루이제라고도 불린다.

## 생애

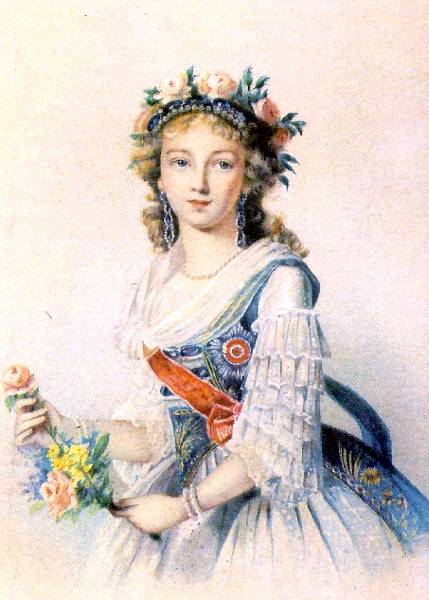
1793년의 엘리자베타 알렉세예브나

### 어린 시절
카를스루에에서 바덴 대공자 카를 루트비히와 그 아내 헤센다름슈타트의 아말리에의 딸, 바덴 공녀 루이제 마리 아우구스테 폰 바덴(Luise Marie Auguste von Baden)으로 태어났다. 루이제는 화목하고 단란한 가정에서 자랐으며 러시아로 시집간 후에도 친정 식구들과의 교류를 계속했다. 러시아의 여제 예카테리나 2세는 장차 제위를 물려주려 생각하고 있던 손자 알렉산드르의 신붓감을 찾고 있었고 바덴 대공가의 딸들에게 관심을 보였다. 1792년 예카테리나 2세의 초대를 받아 동생 프리데리케(훗날의 스웨덴 왕비)와 함께 러시아로 건너간 루이제는 예카테리나는 물론, 신랑이 될 알렉산드르의 호감을 샀다.

### 러시아 황태자비
이듬해인 1793년 9월 28일 루이제는 러시아 정교회로 개종하고 이름도 러시아식으로 엘리자베타 알렉세예브나로 고쳤다. 두 살 연상의 알렉산드르와 결혼한 엘리자베타는 불과 14세의 나이로 러시아의 황태자비가 되었고, 익숙하지 않은 러시아 궁정 생활에 애를 먹었다. 그녀는 몇 년이 지나도 예카테리나 2세가 바랐던 후계자를 낳지 못했고 시아버지 파벨 1세와도 사이가 좋지 않았다. 파벨 1세가 즉위한 후로는 사교계에 거의 얼굴을 내밀지 않았으며 마음이 맞는 극소수의 친구들과만 어울렸다. 남편 알렉산드르와의 사이 또한 소원해지면서 엘리자베타는 남편의 친구인 폴란드 귀족 아담 예지 차르토리스키를 애인으로 두었는데 1799년 태어난 딸 마리아 알렉산드로브나의 생부는 차르토리스키라는 소문이 러시아 궁정에 퍼지기도 했다. 마리아 알렉산드로브나는 태어난 그 이듬해 죽었다.

### 황후

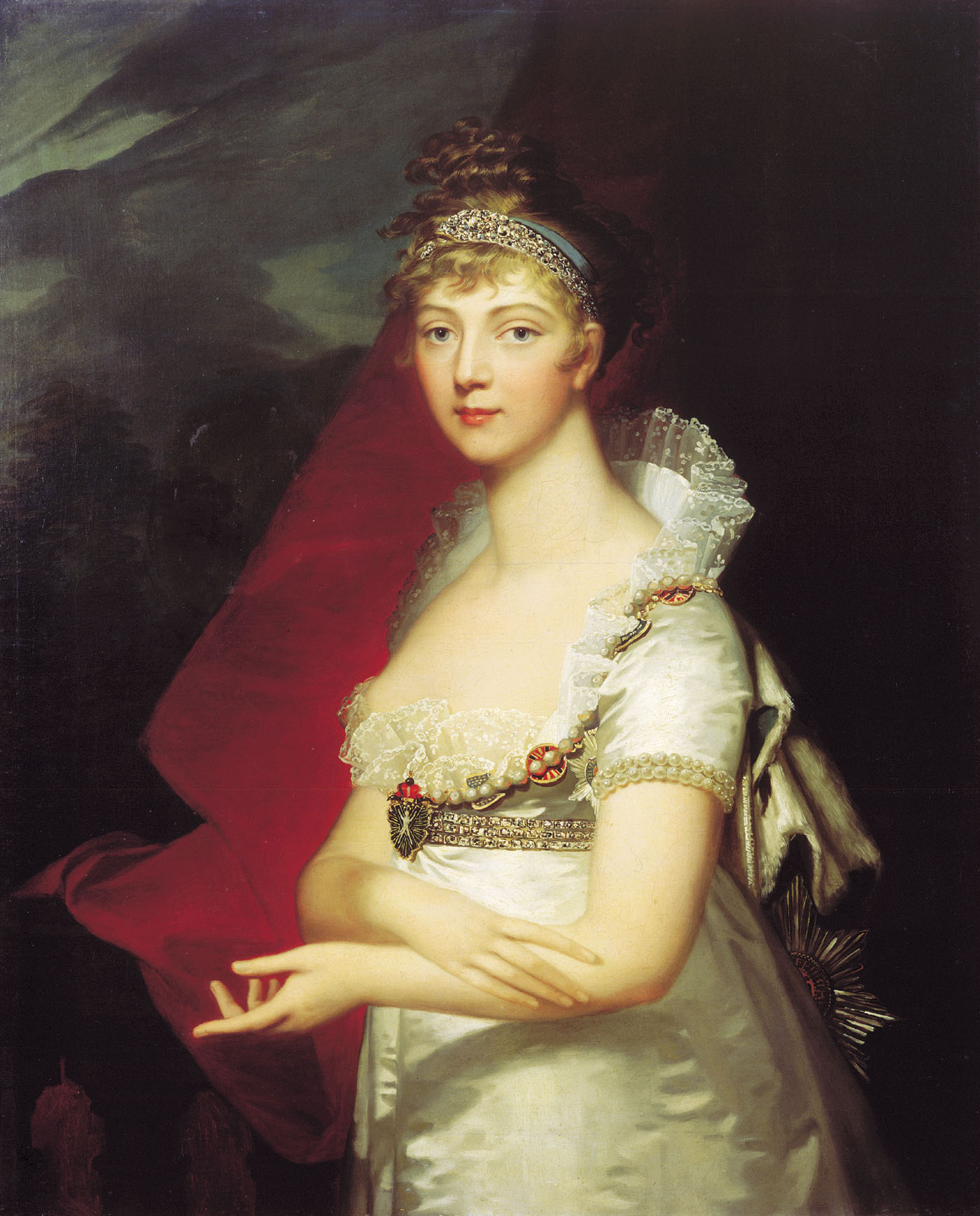
황후 엘리자베타 알렉세예브나

1801년 파벨 1세가 암살되고 알렉산드르는 아버지의 뒤를 이어 황제가 되었다. 엘리자베타 또한 황후가 되었고 남편을 여러 방면으로 내조했지만 여전히 러시아 궁정에서 가장 높은 지위의 여성은 시어머니인 마리아 표도로브나였다. 알렉산드르는 폴란드 왕족 여성을 애인으로 두었고, 엘리자베타 또한 외국에서 돌아온 차르토리스키와의 만남을 지속했다. 사관 알렉세이 오코토니코프 또한 그녀의 애인이었는데 1806년 태어난 딸 엘리자베타 알렉산드로브나는 그의 딸이라는 소문이 돌았다. 이 딸 또한 장녀 마리아 알렉산드로브나와 마찬가지로 태어난 지 얼마 되지 않아 죽었다. 둘째딸을 잃은 슬픔은 엘리자베타와 알렉산드르의 사이를 보다 가깝게 만들었지만 두 사람에게 더 이상의 아이는 태어나지 않았다.
1825년 건강이 악화된 엘리자베타는 남편과 함께 휴양을 떠났고 같은 해 12월, 알렉산드르는 티푸스로 숨을 거두었다. 이듬해 5월, 엘리자베트는 심장 쇠약으로 자신의 침대에서 숨을 거두었다.

## 인물
엘리자베타는 달걀형의 얼굴에 금발과 푸른 눈을 지니고 있었으며 당시 유럽에서 가장 아름다운 여성 중 한 명으로 꼽혔다. 그러나 빼어난 미모와 지성에도 불구하고 내성적이고 소극적인 성품으로 인해 러시아 사교계에서 소외된 존재였다.
| 전임 마리아 표도로브나 | 러시아의 황후 1801년 3월 24일 ~ 1825년 12월 1일 | 후임 알렉산드라 표도로브나 |